# Léon Cauvy
Léon Cauvy (n. 12 ianuarie 1874, Montpellier, Franța – d. 3 ianuarie 1933, Alger, Algeria franceză, Franța) a fost un pictor orientalist francez.

## Biografie
Și-a început studiile în 1890 la Școala de Arte Frumoase din localitate, câștigând mai multe premii pentru schițele și picturile sale cu cerneală, deși interesul său s-a îndreptat curând spre lucrările decorative. Mai târziu, a plecat la Paris și a petrecut ceva timp studiind cu Albert Maignan⁠(d) la École des Beaux-Arts.

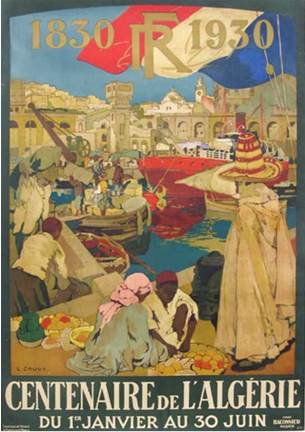
Poster Centenar

A participat la Salon⁠(d) din 1901 până în 1903. La Salonul din 1907 a obținut locul al treilea. În același an, el și Paul Jouve⁠(d) au devenit primii câștigători ai Premiului Abd-el-Tif. Unul dintre beneficiile premiului a fost un sejur de un an la Vila Abd-el-Tif din Alger.
Avea deja treizeci de ani și o carieră promițătoare în Franța, dar s-a îndrăgostit imediat de Africa de Nord. A expus cincizeci dintre picturile sale la o expoziție orientalistă la Paris în 1909 și, mulțumit de primirea de care a avut parte, a decis să rămână în Algeria. La scurt timp după aceea, a devenit director al École des Beaux-arts d'Alger, o funcție pe care a deținut-o până la moartea sa.
În 1925, a fost însărcinat cu decorarea Pavilionului Algerian la Expoziția Internațională de Arte Moderne Decorative și Industriale. După expoziție, lucrările sale au fost mutate la „Palais d’Été”, reședința oficială și cartierul general al amiralilor francezi din Alger (O clădire care va fi mai târziu scena asasinării lui François Darlan⁠(d)).
Cinci ani mai târziu, a proiectat afișul care a comemorat o sută de ani de stăpânire franceză în Algeria. Treizeci de mii de exemplare au fost realizate și distribuite în întreaga lume. Au urmat alte câteva modele de afișe, pentru companii de transport maritim în domeniul turismului.
În 1932, ca ultimă lucrare majoră, a realizat o pânză de mari dimenisiuni reprezentând Ouled Naïls⁠(d), care a fost expusă la Salonul Société des Artistes Français. Din 1990, aceasta a fost expusă la Musée des Années Trente. În general, s-a concentrat pe scene din viața de zi cu zi, spre deosebire de aspectele mai „exotice” ale culturii arabe. Multe dintre picturile sale au aspect de tapiserii.

## Selecție de picturi

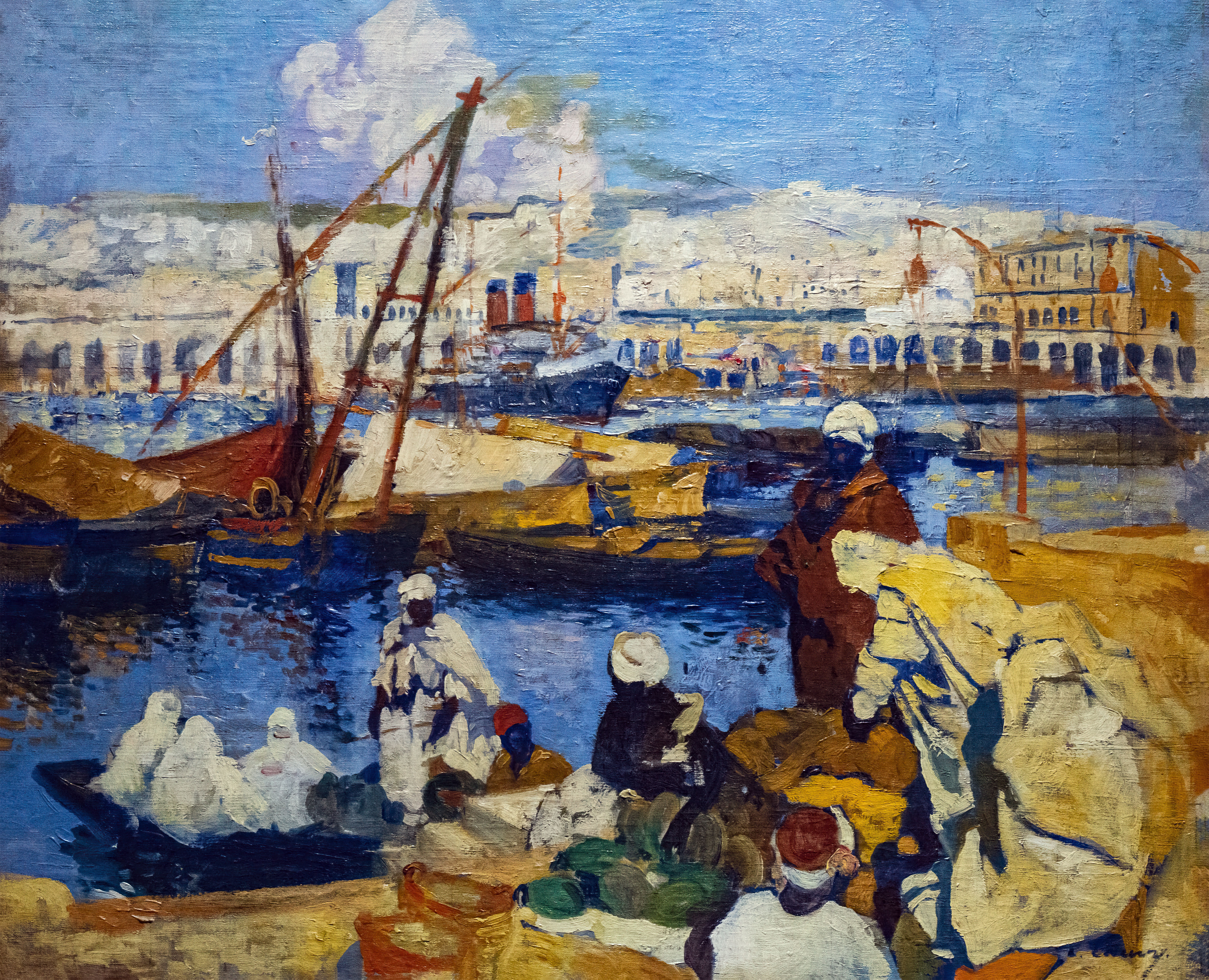
Îmbarcare în portul Alger -Narbona
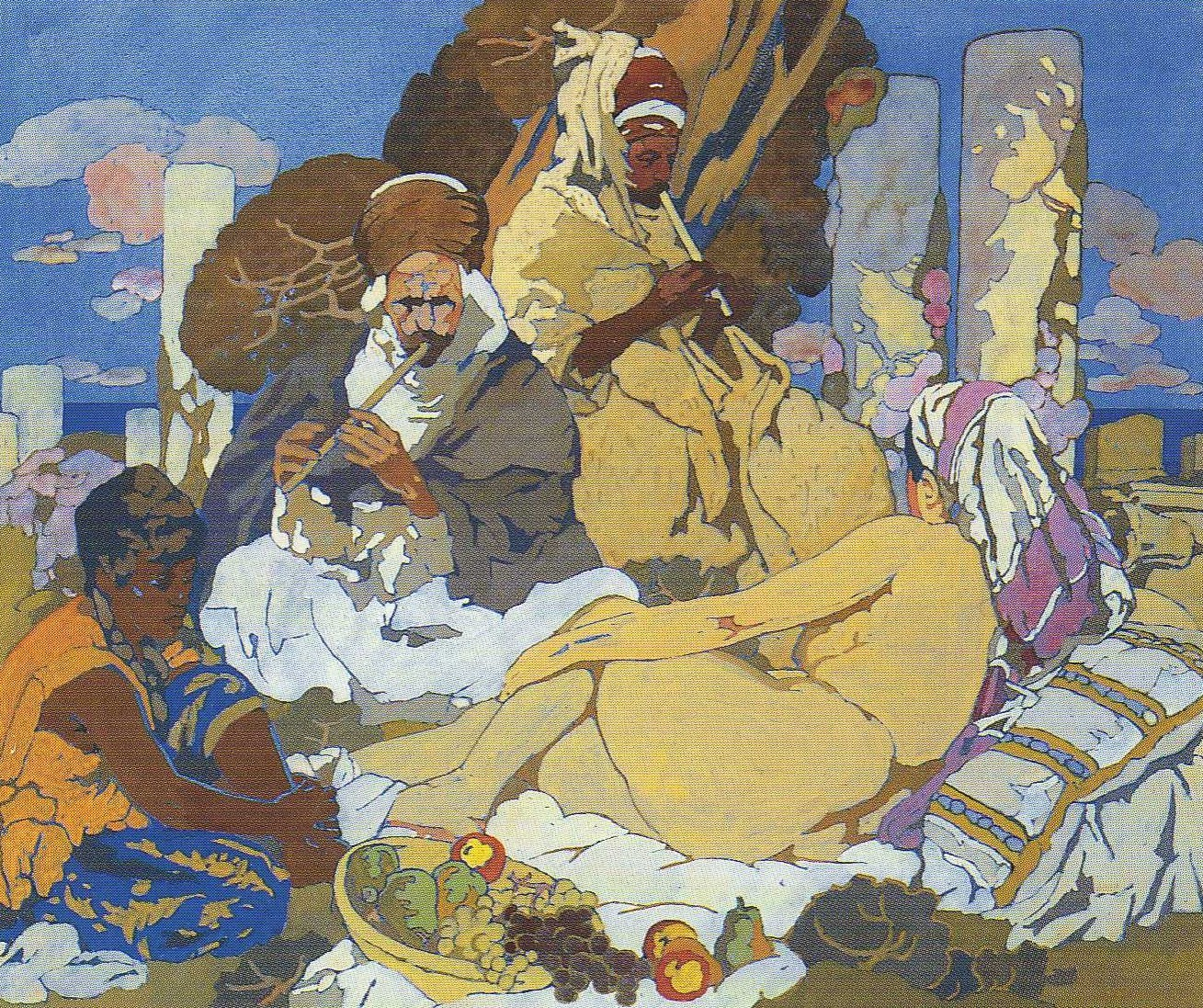
Idilă în Tipaza
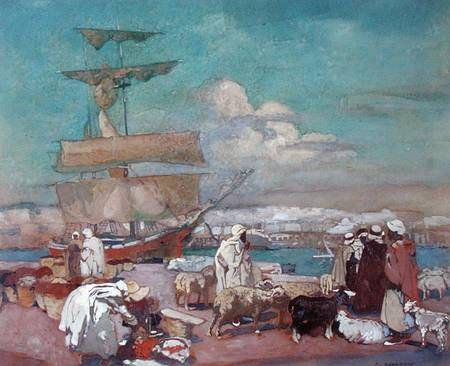
Portul Alger
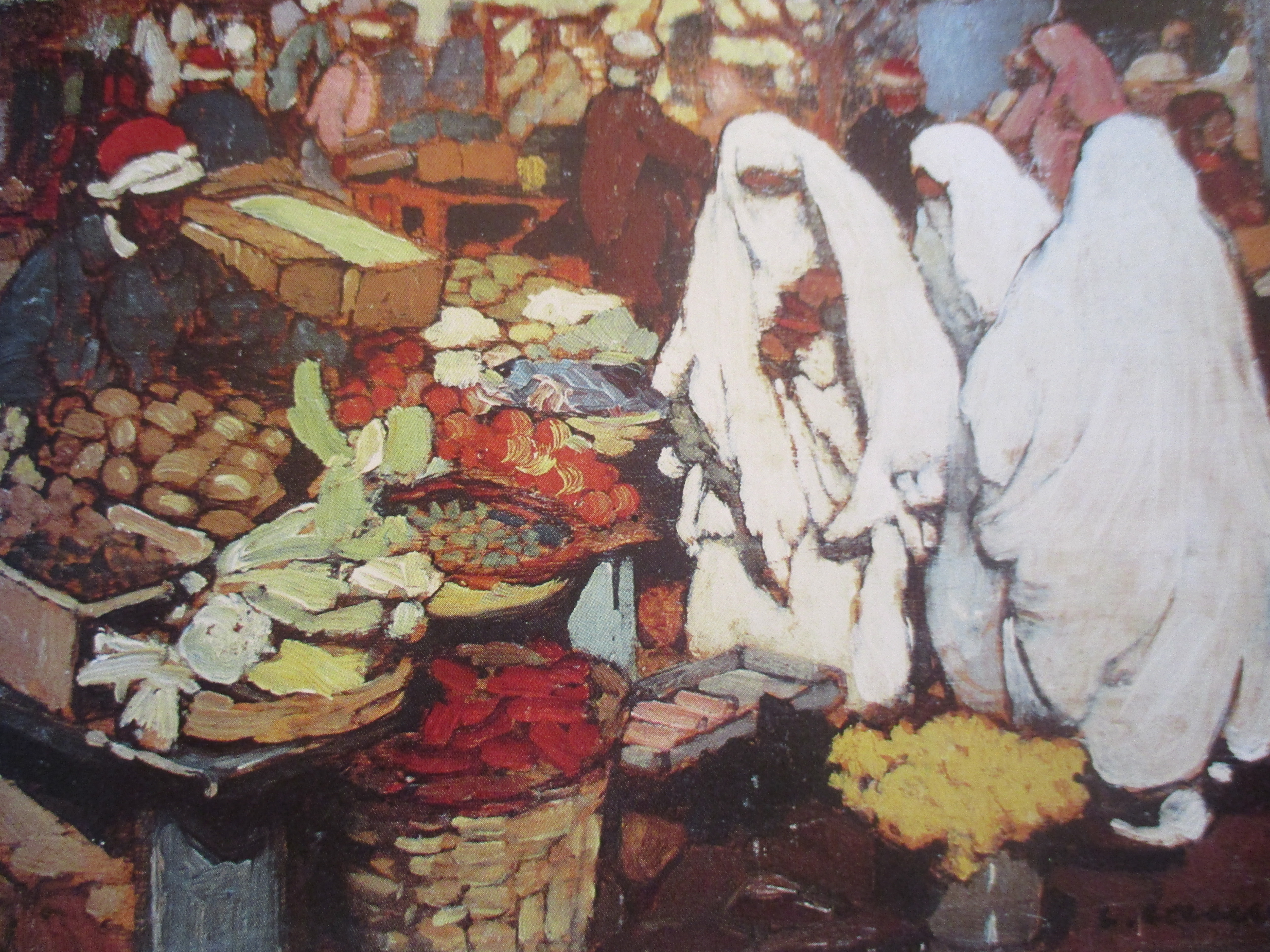
În piață
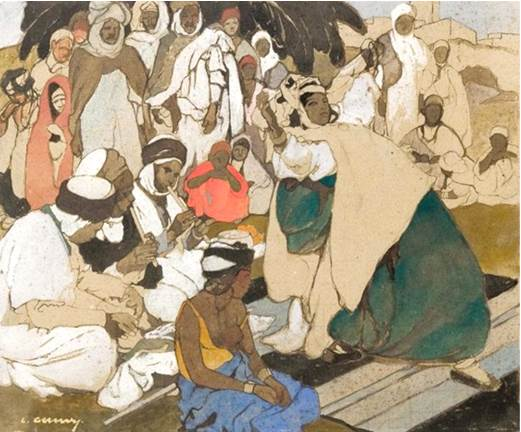
Dansator algerian